# Alicia Urreta
Alicia Urreta Arroyo (12 octobre 1930 à Veracruz - 20 décembre 1986 à Mexico) est une compositrice et pianiste mexicaine de musique contemporaine.

## Biographie
Née à Veracruz, Alicia Urreta étudie au Conservatoire national de musique auprès des compositeurs Rodolfo Halffter et Eduardo Hernández Moncada. Elle perfectionne sa formation de pianiste auprès d'Alfred Brendel, Bernard Flavigny, Antonio Iglesias et Alicia de Larrocha. Elle se spécialise en musique électronique et électroacoustique à la Schola Cantorum de Paris. 
Elle est pianiste titulaire de l'Orchestre symphonique national du Mexique. Elle devient la coordinatrice de la compagnie nationale d'opéra de l'Instituto Nacional de Bellas Artes, et directrice des représentations musicales de l'UNAM. Elle a fondé la Camerata de Mexico.
Elle a aussi composé de la musique pour des films, entre autres pour les films de Juan Ibáñez Macabre Sérénade avec Boris Karloff (1968) et Isla de los muertos (1971), aussi connu sous les titres Vudú mortal et La muerte viviente.

## Œuvres
- Ralenti pour bande magnétique, 1969.
- El romance de Doña Balada – créé en 1974, Centro Cultural El Ágora, Villahermosa (Mexique), par Ángela Peralta.
- Natura mortis o la verdadera historia de Caperucita Roja pour récitant, piano et bande magnétique, 1971.
- Estudio sobre una guitarra pour bande magnétique.
- Cante, homenaje a Manuel de Falla pour acteurs, chanteurs, trois danseurs, percussions et bande magnétique, 1976.
- Salmodia II para piano y banda magnética, 1980.
- Selva de pájaros pour bande magnétique, 1978.
- Dameros II pour bande magnétique, 1984.
- Dameros III pour bande magnétique, 1985.